# سيرخيو وسيرغي (فلم)
سيرخيو وسيرغي (بالإسبانية: Sergio & Sergei)، هُو فيلم دراما كوبي صدر سنة 2017 وأخرجه سيرخيو وسيرغي. اختير الفيلم ليكون الترشيح الرسمي لدولة كوبا للتنافس على جائزة الأوسكار لأفضل فيلم بلغة أجنبية ضمن حفل توزيع جوائز الأوسكار الحادي والسبعين. لكنه لم يُختر ضمن القائمة النهائية للأفلام المُتنافسة التي أصدرتها أكاديمية فنون وعلوم الصور المتحركة خلال أكتوبر 2018.

## وصلات خارجية
- مقالات تستعمل روابط فنية بلا صلة مع ويكي بيانات